# Quebrada Amarga
La quebrada Amarga es un curso natural de agua que nace en el salar de Llamara y se dirige con dirección general suroeste hasta desembocar en el río Loa, en pleno desierto de Atacama, en la Región de Antofagasta.

## Caudal y régimen
Un informe de la Dirección General de Aguas estima su caudal en 80 l/s.

## Historia
Luis Risopatrón la describe en su Diccionario Jeográfico de Chile de 1924:
Amarga (Quebrada) 21° 24’ 69° 46’. De corta estension, se forma en la parte SW del salar de Llamara i desemboca en la márjen N de la quebrada del Loa, en Calate; lleva agua amarga. 156; de Cuacua en 95, p. 60, quebradilla Cuacua en 77, p. 32i agua Salitrosa en 140, pl. XLVII de Paz Soldan (1865).